# Casa Lariz
Casa Lariz es un palacio barroco concluido en 1667 por encargo del mercader Domingo Lariz Altuna a los arquitectos Juan Bautista de Aldariaga y Martín de Garaizabal. Está ubicada en el número 22 de la calle Buzkantz, en el arrabal de Ganondo, Elorrio, Vizcaya, España.

## El edificio
El mercader Domingo Lariz Altuna (Elorrio, 1625) se dedicaba a la exportación de carne hacía América, a través de Sevilla. Ello le proporcionó una sustancial mejora de su posición económica y su estatus social. Por ello, Domingo encargó a los arquitectos Juan Bautista de Aldariaga y Martín de Garaizabal, la construcción de una edificación que le sirviera de residencia.
La construcción de Casa Lariz finaliza en 1667. Se trata de un palacio de estilo barroco severo, de un clasicismo inercial, heredero de lo que el arquitecto español Juan de Herrera había ejecutado en el monasterio de El Escorial, y que caracterizó a los palacios de Elorrio, en la segunda mitad del siglo XVII. La edificación se levantó con la estructura propia de un edificio semiurbano, al borde del camino. El edificio presenta una planta rectangular cuya fachada principal se estructura en dos plantas -baja y primera-, y bajo cubierta. En la planta baja, se encuentra un acceso adintelado con molduras decorativas en su enmarque de orejetas. Aparece rodeado por dos vanos adintelados y enrejados. En la primera planta se encuentran tres vanos abalconados, siendo el hueco central de mayor vuelo y de mejor factura que los laterales, que son balconcillos a ras de fachada. En esta altura, pero en la arista sur del edificio se en cuentra un escudo heráldico. En el desván se abren tres pequeños vanos adintelados perfectamente cuadrados. Todos los huecos llevan enmarque de orejetas.

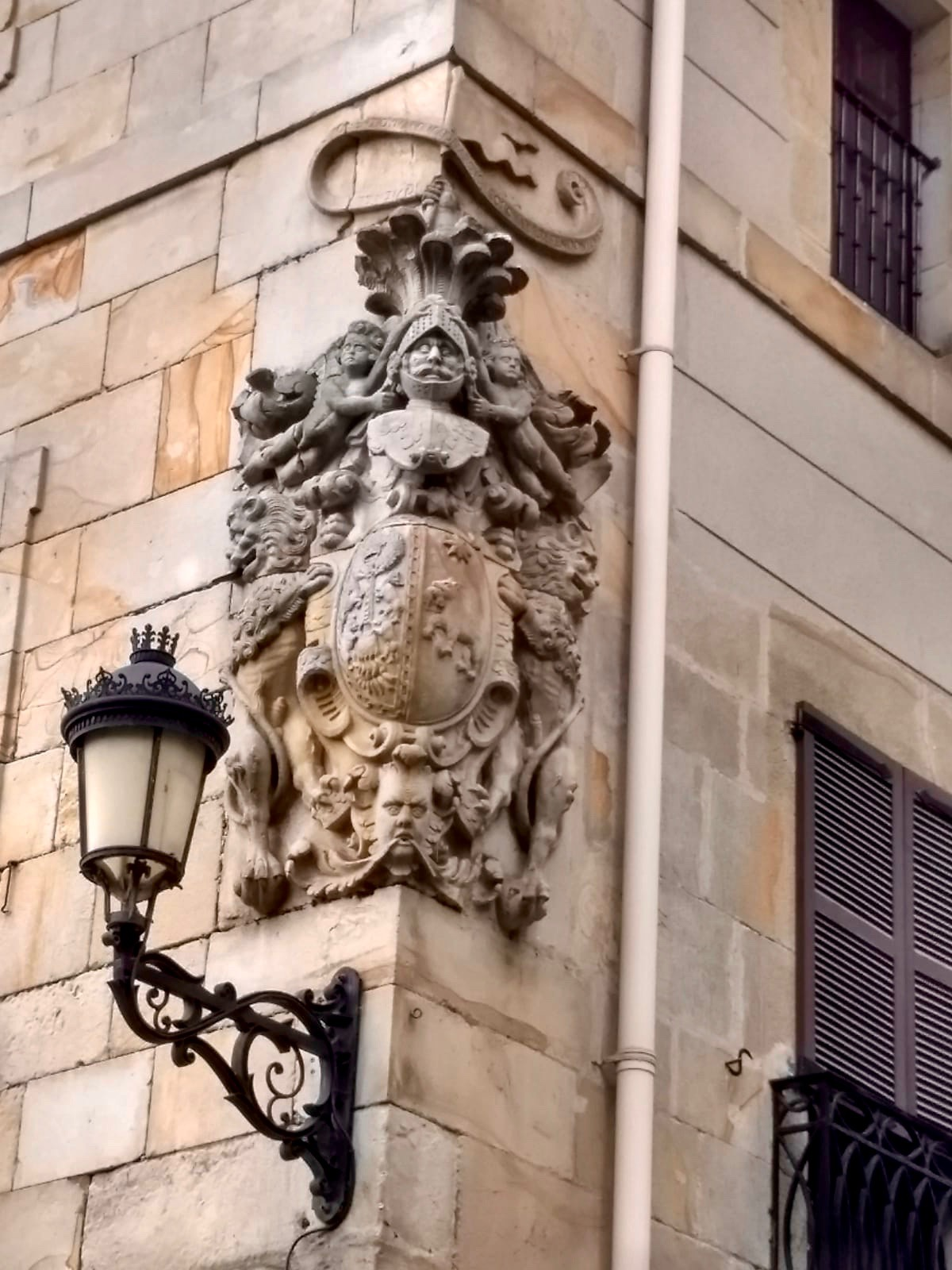
Escudo situado en una esquina de la fachada de Casa Lariz

Domingo Lariz se casó (1676) con Josefa Monasterioguren. Tres hermanas de Josefa, dominicas de clausura en Ermua —una de ellas abadesa— se trasladaron a Elorrio en compañía de otras compañeras, y pasaron la primera noche en Casa Lariz.
El 30 de mayo de 1908, el papa san Pío X concedió el título pontificio de Conde –de Lariz– a Antonio María de Murua y Gaytan de Ayala. En 1928 se construyó la capilla en el último piso y se realizó el trazado del jardín actual. Desde 1882, seis generaciones de la misma familia Fernández de Arroiabe han mantenido y cuidado este jardín: Atanasio, Alejandro, Pablo, José Mari, Asier y Ander.
En 1930 se construyó la ermita Andra María. Durante la Guerra civil –concretamente desde septiembre de 1936 hasta abril de 1937– la casa se transformó en Hospital de sangre. En Elorrio se enfrentaron el bando republicano procedente de Guipúzcoa, y el bando nacional compuesto por las brigadas I y IV de Navarra.
En 1964 el presbítero Manuel Sancristoval Murua (Zaragoza, 1930), sobrino de los dueños de la casa, dio a conocer a sus tíos su interés por adquirir la casa para actividades formativas del Opus Dei. Tras su adquisición por la Fundación Promotora de Iniciativas Sociales, se realizaron importantes reformas interiores (1964) llevadas a cabo por el arquitecto Emiliano Amann Puente.
En los años 1996 y 2006 se plantaron en el jardín, junto a la pista de tenis, dos retoños descendientes directos del árbol de Guernica. Dos cartelas, colocadas junto al arranque de la escaleras, contienen los correspondientes certificados firmados por José María Fdez de Arroiabe, alcalde de Elorrio, y Ana Otaduy, Presidenta de la Juntas Generales de Gernika.

## Personalidades ilustres

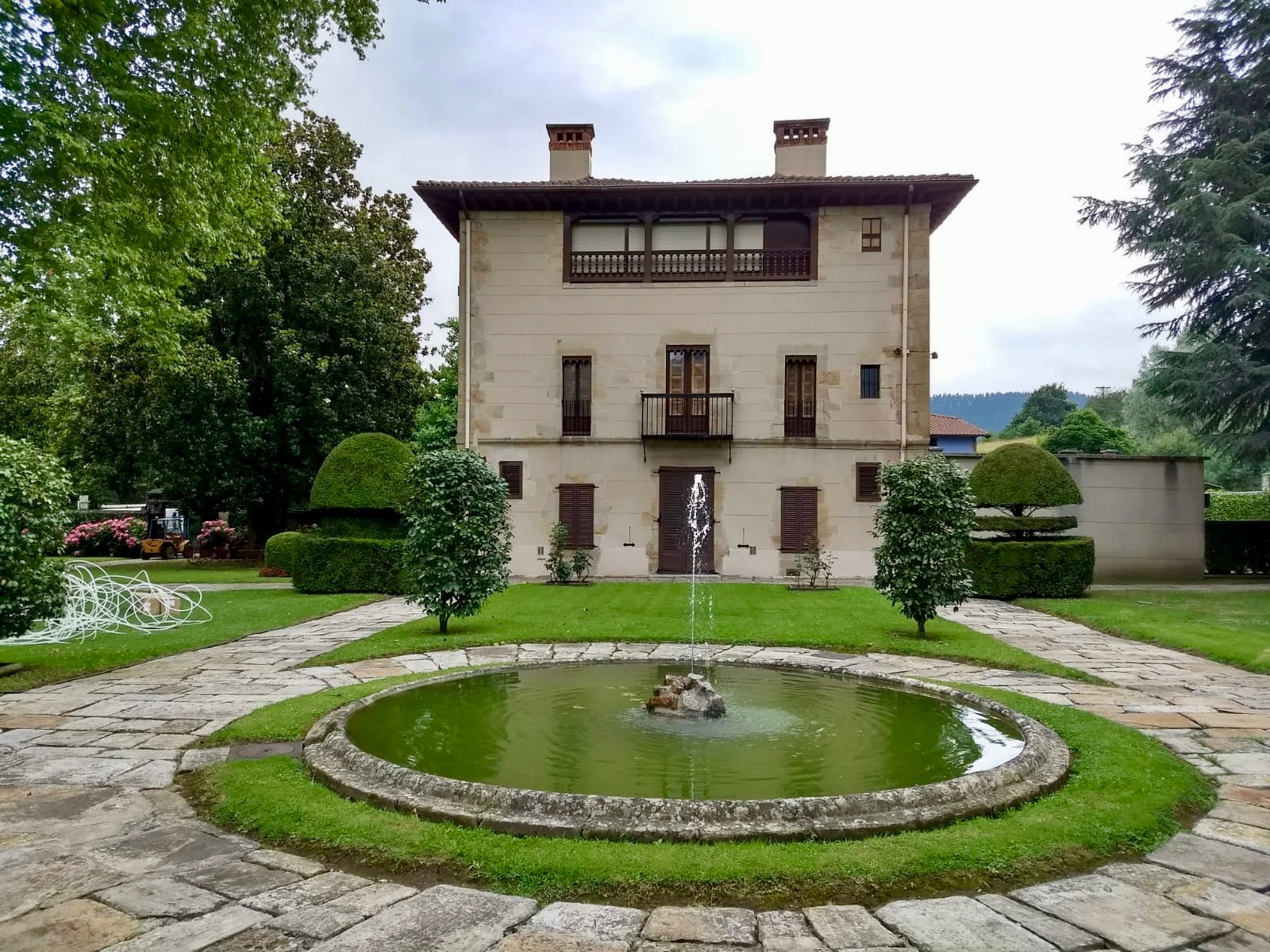
Casa Lariz

Desde 1667, han trabajado o vivido en el Palacio de Lariz, varias personalidades, que con el pasar del tiempo, adquiririeron cierta relevancia. Concretamente:
- San Valentin de Berrio-Otchoa (Elorrio, 1827-Vietnam, 1861). Durante su adolescencia y hasta los dieciocho años trabajó en la carpintería de su padre. En el museo Berrio-Otxoa se conserva un reclinatorio que él realizó para Casa Lariz.
- San Manuel González (Sevilla, 1877-1940). En 1923 se alojó en la residencia que los asunsionistas tenían en Elorrio desde 1907, durante esa temporada conoció a los condes de Lariz que vivián en San Sebastián, pero veraneaban en Elorrio. Le invitaron a que se hospedara en Casa Lariz, siempre que quisiera. Y desde 1927 se alojó en diversas ocasiones, entre otras en el verano de 1932, septiembre de 1934, 1935, y octubre de 1939.
- San Josemaría Escrivá de Balaguer (Barbastro,1902-1975) Su primera estancia en Lariz, y la más larga se desarrolló desde el 18 de julio  hasta el 1 de septiembre de 1964. En todas sus estadías siempre estuvo acompañado por Álvaro del Portillo y Javier Echevarría. Entre otras cosas, desde Casa Lariz, Josemaría Escrivá escribió una carta a monseñor Angelo dell'Acqua sobre la configuración jurídica definitiva del Opus Dei, que dató el 15 de agosto de 1964. En 1967 estuvo en dos ocasiones: 13-29 de mayo; y 13-21 de septiembre, donde trabajó la homilía que pronunciaria el 8 de octubre de ese año en el Campus de la Universidad de Navarra, y que es conocida como "Amar al mundo apasionadamente". Su cuarta y última estancia se desarrolló entre el 19 y el 25 de abril de 1968.[3]